# Vetró Artúr
Vetró Artúr (Temesvár, 1919. augusztus 30. – Kolozsvár,  1992. február 25.) erdélyi magyar szobrászművész, Vetró András apja.

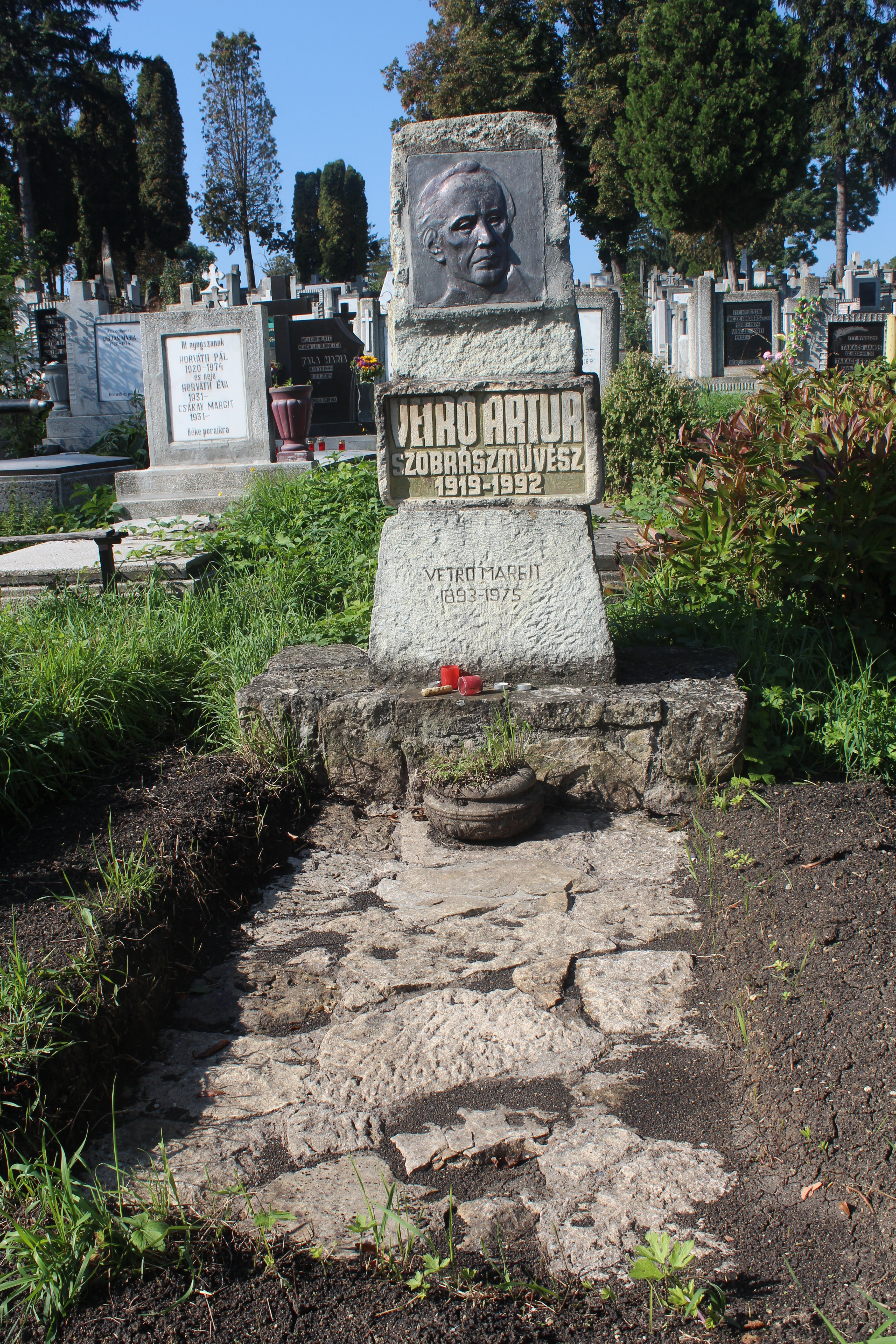
Sírja a Házsongárdi temetőben (Horváth László felvétele)

## Életútja
1938–1944 között a Magyar Képzőművészeti Főiskolán tanult, ahol mesterei Kisfaludi Strobl Zsigmond és Sidló Ferenc voltak. 1948–1982 között Kolozsváron először a Magyar Művészeti Intézet, majd a képzőművészeti főiskola szobrászati tanszékén tanár. Pályája kezdetén művészetére erősen hatott Medgyessy Ferenc irányítása. Szobrai emberközpontúak és klasszikus fogantatásúak.

## Fontosabb kiállításai
- 1958 • Román képzőművészek kiállítása, Moszkva (csoportos kiállítás)
- 1960 • Velencei biennálé (csoportos kiállítás)
- 1989 • Kézdivásárhely (fiával, Vetró Andrással)

## Válogatás köztéri szobraiból
- Vasile Roaita mellszobor (1958, Bukarest)
- George Coşbuc költő (1958, Hordó község, Coşbuc szülőháza előtt)
- Maxim Gorkij (1960, Slănic Moldova)
- Ady Endre (1960, Nagyvárad, Ady-múzeum előtti téren)
- George Coşbuc (1960, Kolozsvár, Sétatér)
- Andrei Mureşanu (1960, Dés)
- Herbák János (1960, Kolozsvár, gyárnegyed)
- Kossuth és Bălcescu (1960, Arad)
- Tudor Vladimirescu (1960, Craiova)
- Varga Katalin (1960, Bukarest)
- Dózsa György (1961, Bukarest)
- Integető nő (1968, Sepsiszentgyörgy)
- Nicolae Bălcescu (Torda és Kolozsvár)
- Bolyai János (a Kolozsvári Babeş–Bolyai Tudományegyetem udvara)
- Bolyai János (a Temesvári Egyetem udvara)